# 48471 Orchiston
48471 Orchiston è un asteroide della fascia principale. Scoperto nel 1991, presenta un'orbita caratterizzata da un semiasse maggiore pari a 2,4216171 UA e da un'eccentricità di 0,1792213, inclinata di 8,20462° rispetto all'eclittica.
L'asteroide è dedicato all'astronomo neozelandese Wayne Orchistron.